# Centaurea parviflora
Centaurea parviflora là một loài thực vật có hoa trong họ Cúc. Loài này được Desf. mô tả khoa học đầu tiên.